# Federação Amapaense de Futsal
La Federação Amapaense de Futsal (conosciuta con l'acronimo di FAFS) è un organismo brasiliano che amministra il calcio a 5 nella versione FIFA per lo stato dell'Amapá.
Fondata il 23 agosto 1983, la FAFS ha sede nel capoluogo Macapá ed ha come presidente Gilson Carlos Rodrigues. La sua selezione non ha mai vinto il Brasileiro de Seleções de Futsal, e non è mai giunta sul podio della medesima competizione.